# Kornblå
Kornblå er en lyseblå farvevariant med en anelse grøn iblandet. Navnet kommer af blomsten kornblomst, som har samme farve og er en af de få blomster der er ægte blå, frem for en mørkere variant af blå-lilla.
| Kornblå |